# Neptunium-238
Neptunium-238 of 238Np is een onstabiele radioactieve isotoop van neptunium, een actinide en transuraan element. De isotoop komt van nature niet op Aarde voor.

## Radioactief verval
Neptunium-238 vervalt door β−-verval tot de radio-isotoop plutonium-238:
{\displaystyle {\ce {{^{238}_{93}Np}->{^{238}_{94}Pu}+{e^{-}}+{\bar {\nu }}_{e}}}}
De halveringstijd bedraagt 2,1 dagen.
219Np · 220Np · 221Np · 222Np · 223Np · 224Np · 225Np · 226Np · 227Np · 228Np · 229Np · 230Np · 231Np · 232Np · 233Np · 234Np · 235Np · 236Np · 236mNp · 237Np · 238Np · 238mNp · 239Np · 240Np · 240mNp · 241Np · 242Np · 242mNp · 243Np · 244Np · 245Np